# Luigi Morleo
Pour les articles homonymes, voir Morleo.
Luigi Morleo (né le 16 novembre 1970 à Mesagne) est un percussionniste et compositeur italien de musique contemporaine.

## Biographie
Son fils Mattia Morleo est également musicien et compositeur.
Ses projets portent sur les problèmes de société et les différents droits de l’humanité.

## Disques
| titre                                     | interprètes                                           | an   | étiquette                  |
| ----------------------------------------- | ----------------------------------------------------- | ---- | -------------------------- |
| Duo G.Selmi                               | John McCrae (violoncelle), Annamaria Maniconi (harpe) | 1993 | Pink Swan                  |
| Morleo-Minella-Liturri-Scagliola-Monopoli | Ensemble di Bari                                      | 1997 | C&M Classic                |
| Echi del Mediterraneo                     | Ensemble A.Gentilucci                                 | 1997 | Rainbow                    |
| Crystal!                                  | John McCrae (violoncelle), Annamaria Maniconi (harpe) | 2001 | Pink Swan                  |
| Luigi Morleo                              | Luigi Morleo & Warhol Percussion Quartet              | 2003 | Papageno                   |
| Différentes Activités                     | Attilio Terlizzi & Lyon Symphonietta                  | 2006 | Éditions Francois Dhalmann |
| Ngracalate Osci                           | Livio Minafra e Luigi Morleo Ensemble                 | 2011 | Dodicilune                 |
| Mani Volanti                              | Luigi Morleo & Kroupalon Trio                         | 2012 | Morleo Editore             |
| Da Tripoli al Messak                      | Morley Mediterranean Quartet                          | 2013 | Morleo Editore             |
| MIGRANTI 2.0                              | Morley Mediterranean Quartet                          | 2017 | Morleo Editore             |

## CDRom
| titre                  | auteur          | an   | étiquette    |
| ---------------------- | --------------- | ---- | ------------ |
| Pixel di Puglia        | Luciana Galli   | 2002 | Softmedia    |
| Paesaggio Mediterraneo | Annamaria Trono | 2003 | Araba Fenice |
| Per Bari               | Luciana Galli   | 2006 | Proforma     |

## Filmographie
| titre                    | auteur                   | an   | producteur                 |
| ------------------------ | ------------------------ | ---- | -------------------------- |
| Frammento Orfico - 16 mm | Angelo Amoroso d'Aragona | 1993 | TransTV                    |
| No Pasaran! - VHS        | Grimaldi-D'Orazio        | 2003 | ManifestoLibri             |
| I Viaggi di Enea - DVD   | Luigi Vernieri           | 2001 | Istituto Europeo di Design |
| Pinocchio - DVD          | Jasmin Vardimon Company  | 2018 | Jasmin Vardimon Company    |
| Medusa - DVD             | Jasmin Vardimon Company  | 2018 | Jasmin Vardimon Company    |

## Écrits et publications
- P.Ciarlantini - E.Carini, Composizioni per Leopardi, Edizioni del CNSL, 2000
- Fabrizio Versienti, Passaggio a sud-est, Edizioni Laterza, 2002
- Luigi Morleo, Il gesto musicale. Origini e culture, Morleo Editore, 2006 -  (ISBN 978-88-902362-0-4)
- AA.VV., Cineasti di Puglia, Edizioni del Sud, 2007
- Philip M.Parker, PERCUSSION Webster’s Quotations, Facts and Phrases, ICON Group International, Inc., 2008 -  (ISBN 978-05-466628-8-7)
- Luigi Morleo, Dal Segno al Gesto Percussivo, Morleo Editore, 2016

## Distinctions
- Artist of the Honorary Committee Percussive Arts Society (Italy)